# Паскал (връх)
Вижте пояснителната страница за други значения на Паскал.
Паскал е връх в Златишко-Тетевенска планина, дял от Средна Стара планина, България, висок е 2029 метра.

## Местоположение
Той е скалист връх намиращ се на няколко километра източно от връх Свищи плаз и връх Косица. От подножието на върха се спуска река Паскалска. В близост до върха са разположени хижите „Паскал“ – на 1470 m.н.в. и „Момина поляна“.

## Маршрути
Изходни пунктове за изкачването му са гр. Пирдоп, хижа Паскал и гр. Златица.
- През връх Паскал минава пътя Ком – Емине (Е3), който е българската част от туристическия преход, свързващ Атлантическия океан и Черно море.